# Achtergracht (schip, 1989)
De Achtergracht is een vrachtschip van Spliethoff. De thuishaven van dit schip is Amsterdam. Het schip is gebouwd in Nederland in Krimpen aan den IJssel. Het schip heeft een kraancapaciteit van 3x40 ton, in totaal 120 ton.

## Dodelijk ongeval 2015
De Achtergracht kwam in het nieuws omdat in 2015 er aan boord een dodelijk incident plaatsvond tijdens een traditioneel Neptunus-ritueel waar een bemanningslid bij het voor het eerst oversteken van de evenaar vaak wordt onderworpen. Tijdens dit normaal gesproken onschuldige inwijdingsritueel kwam een stagiair per ongeluk ten val in het ruim waarbij deze een dodelijk hoofdletsel opliep. De bij het ritueel betrokken kapitein is ten gevolge van het ongeval geschorst en veroordeeld voor dood door schuld (zonder verdere straf of maatregel).